# Perito Moreno-gletsjeren
Perito Moreno-gletsjeren er en gletsjer i provinsen Santa Cruz i det sydlige Argentina. Gletsjeren er beliggende i Los Glaciares nationalpark ved Lago Argentino og er en del af den største ismasse udenfor Grønland og Antarktis. 
Gletsjeren er 250 kvadratkilometer stor og 30 kilometer lang. Den er en af de få gletsjere i verden der ikke svinder ind. Gletsjerens front mod søen er 5 kilometer lang og har en gennemsnitlig højde på 60 meter. Ved den modsatte bred er der et besøgscenter.
Gletsjeren er sammen med resten af Los Glaciars nationalpark et af UNESCOs Verdensarvsområder.